# Joseba Imanol Idiakez Barkaiztegi
Joseba Imanol Idiakez Barkaiztegi (Sant Sebastià, Guipúscoa, 14 de març de 1972) és un exfutbolista professional basc que jugava com a migcampista, i actualment fa d'entrenador de futbol.

## Carrera esportiva

### Com a jugador
Idiakez es va formar al planter de la Reial Societat, i va debutar amb l'equip filial juntament amb el seu germà Iñigo. Després de deixar el Sanse, va fitxar pels veïns de la SD Beasain.
Idiakez va fer la seva carrera bàsicament a la Segona Divisió B, jugant pel Real Avilés, Burgos CF (dos períodes), Ciudad de Murcia – amb el qual va jugar mitja temporada a Segona Divisió– CD Linares, Girona FC i CF Reus Deportiu, i es va retirar el 2007 a 35 anys.

### Com a entrenador
Idiakez va retornar a la Reial Societat B després de la seva retirada, com a entrenador, l'estiu de 2008, i va baixar de categoria en la primera temporada, a Tercera, però va guanyar la promoció d'ascens en la segona. El març de 2011 va signar contracte amb el Polideportivo Ejido, equip al qual va dirigir durant vuit partits de Segona B la temporada 2010–11, assegurant-ne la permanència.
El juny de 2011, Idiakez va fitxar pel CD Guijuelo, també de Segona B, i la temporada 2012–13 va marxar al Real Unión de la mateixa categoria i al CD Toledo el 3 de juliol de 2013. Després de dirigir el Lleida Esportiu fins als play off d'ascens a segona el 2016, va marxar a l'estranger, signant per dos anys amb l'AEK Làrnaca FC de la primera divisió xipriota.
Retornat a Espanya, Idiakez fou nomenat entrenador del Reial Saragossa de segona divisió, el 18 de juny de 2018, però fou cessat el 21 d'octubre. Poc després, va substituir el seu compatriota Andoni Iraola al capdavant de l'AEK.
Idiakez va fitxar per l'equip que portava el Vila-real CF sota la direcció d'Unai Emery el juliol de 2020. Va tornar a entrenar el 6 de juny de 2022, substituint Mehdi Nafti al capdavant del CD Leganés de segona divisió.